# 5548 Thosharriot
Az 5548 Thosharriot (ideiglenes jelöléssel 1980 TH) a Naprendszer kisbolygóövében található aszteroida. Zdenka Vávrová fedezte fel 1980. október 3-án.